# فدراسیون بین‌المللی صنعت فونوگرافی
فدراسیون بین‌المللی صنعت فونوگرافی سازمانی است که جذابیت‌های صنعت موسیقی را به طور جهانی ارائه می‌کند. مرکز این سازمان در لندن است و دارای چند دفتر منطقه‌ای در میامی ، بروکسل و هنگ‌کنگ است.